# Etenna
Koordinaten: 37° 0′ 6″ N, 31° 26′ 57″ O
Etenna (altgriechisch Ἐτεννα) war eine antike Stadt im westlichen Kleinasien, die zu den Landschaften Pisidien oder Pamphylien gerechnet wurde. Es wird beim heutigen Sirt, nördlich von Manavgat in der türkischen Provinz Antalya lokalisiert.

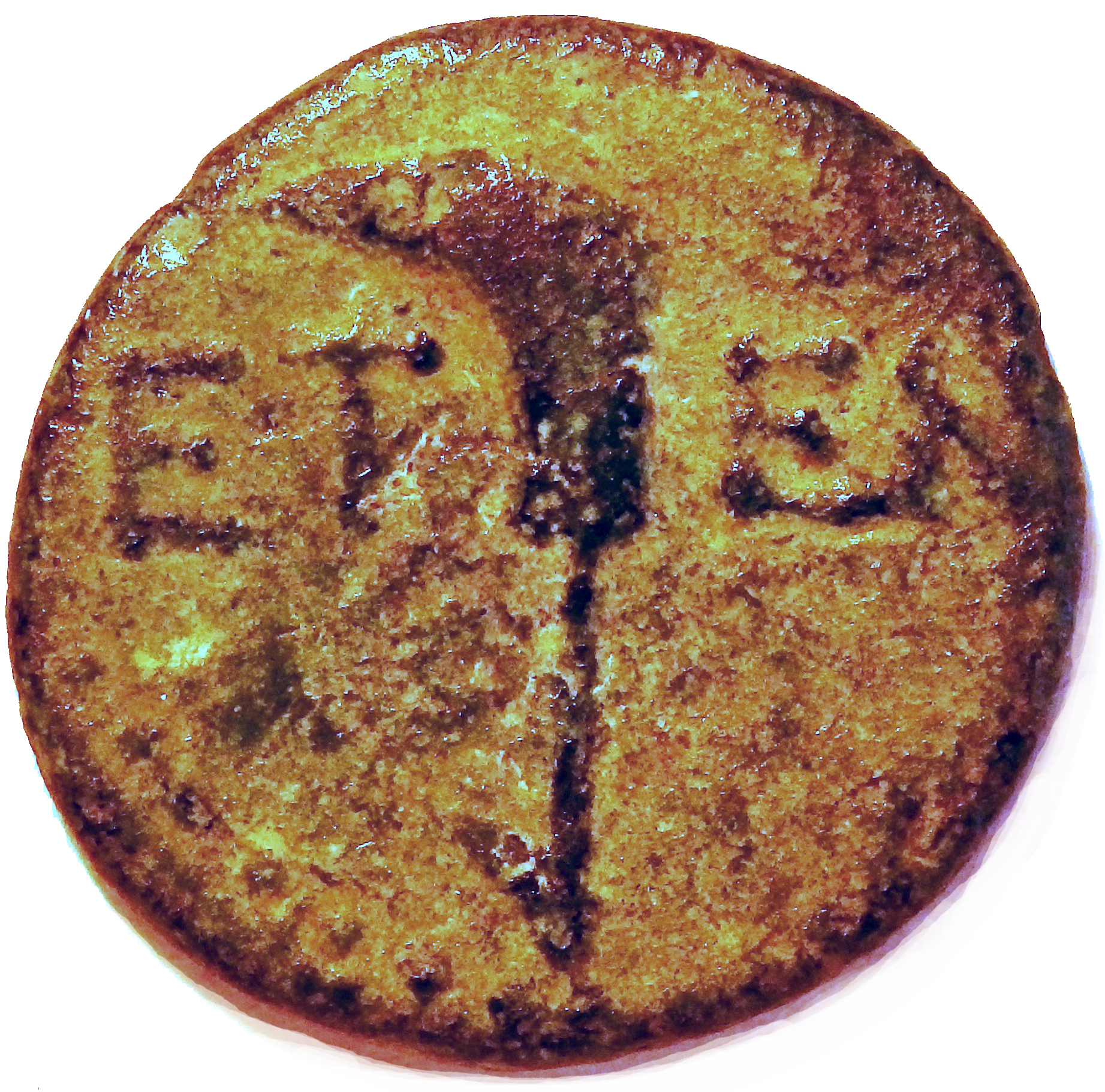
Bronzemünze aus Etenna, Krummmesser, Stadtname, 1, Jh. v. Chr.

Etenna wird nur selten in historischen Quellen erwähnt, so für das Jahr 218 v. Chr., als die Stadt mit 8000 Hopliten auf der Seite des seleukidischen Usurpators Achaios kämpfte. Aus dem 4. Jahrhundert v. Chr. und der römischen Kaiserzeit (1. bis 3. Jahrhundert n. Chr.) gibt es eigene Münzen der Stadt. In der Spätantike war Etenna Sitz eines Bischofs; auf das Bistum geht das Titularbistum Etenna der römisch-katholischen Kirche zurück.
Die archäologischen Reste auf einem Hügel bei Sirt umfassen die Stadtmauer, eine Kirche und Felsengräber.